# Ульріх Клес
Ульріх Клес (нім. Ulrich Klaes, 1 лютого 1946) — німецький хокеїст на траві.
Олімпійський чемпіон 1972 року.